# Shi Ping
Shi Ping (施平; Contea di Dayao, 1º novembre 1911 – Shanghai, 29 giugno 2024) è stato un politico e supercentenario cinese che detenne il titolo di decano maschile dell'umanità dal 2 aprile 2024, con la morte del 114enne venezuelano Juan Vicente Pérez Mora, fino al suo stesso decesso, avvenuto quasi tre mesi più tardi all'età di 112 anni e 241 giorni. Si tratta della prima persona di nazionalità cinese la cui età sia stata convalidata da un'associazione di ricerca gerontologica.

## Biografia
Nacque con il nome di Shi Eryi (施尔宜) il 1º novembre 1911 nella contea di Dayao, situata nella provincia cinese dello Yunnan. Tra il febbraio e l'agosto 1931 studiò all'Università di Nanchino, ottenendo poi il trasferimento presso l'Università dello Zhejiang, dove rimase fino al giugno 1936.
Si unì al Partito Comunista Cinese nel 1938, arruolandosi poi come soldato nella Nuova Quarta Armata nel 1941, nel corso della seconda guerra sino-giapponese. Divenne poi segretario del partito comunista presso l'Università normale della Cina orientale, posizione che ricoprì dal 1978 al 1983. Fu in seguito, dal 1983 al 1985, il segretario generale del Congresso Popolare Municipale di Shanghai.
Dal 1953 al 1960 fu vicepresidente dell'Università dell'Agricoltura della Cina, con sede a Pechino.
Shi Ping morì il 29 giugno 2024, all'età di 112 anni e 241 giorni; dopo il decesso di Juan Vicente Pérez Mora divenne l'uomo vivente più longevo al mondo ad ora verificato, tuttavia questo titolo fu inizialmente assegnato al britannico John Tinniswood e venne attribuito a Shi Ping solo postumamente. Il 4 agosto 2024 infatti, oltre un mese dopo la morte del cinese, il Gerontology Research Group riconobbe quest'ultimo come l'uomo vivente più anziano al mondo dal 2 aprile 2024, con la morte di Pérez Mora, fino al suo stesso decesso, avvenuto quasi tre mesi più tardi e a seguito del quale il titolo di decano maschile dell'umanità passò definitivamente a John Tinniswood.

## Vita privata
Shi Ping e sua moglie ebbero un figlio, Shi Huailin (1935-1987); nipote di Shi Ping è il biofisico e rettore universitario Shi Yigong.